# André Villon
André Villon, (Rio de Janeiro, 9 de dezembro de 1914 – Rio de Janeiro, 30 de agosto de 1985), foi um ator brasileiro.

## Biografia
André Villon, nascido no bairro de Santa Cruz na cidade do Rio de Janeiro, era filho de Florença de Souza Villon e de Victor André Villon. Seu pai, ainda que já nascido no Brasil, possuía a nacionalidade francesa por ser filho de imigrantes franceses do Departamento do Isère. Já sua mãe, nascida no município de Mendes, estado do Rio de Janeiro, era filha de um imigrante português do concelho de Paço de Sousa.
Era irmão do professor Ivan Villon, sobrinho neto do paisagista Paul Villon e bisneto de Victor Dumas. Durante quase cinquenta anos foi casado com a atriz Elza Gomes, com quem dividiu o palco diversas vezes. Dessa longa união não tiveram filhos. André Villon e Elza Gomes residiram por várias décadas no bairro de Santa Teresa no Rio de Janeiro. 
Estudou no Ginásio Santa Cruz, no Colégio Parochial D.Leme e no Colégio Arte e Instrução. Seu interesse pela medicina veterinária ficou secundado pela atividade artística teatral. 
O primeiro contato com o palco ocorreu quando tinha 9 anos, num espetáculo de variedades, na Sociedade Musical Francisco Braga, em Santa Cruz. Sociedade essa que teve entre seus fundadores António Coelho de Souza, seu avô materno. Por quinze anos, atuou como amador em grupos cênicos, como o Castro Alves, do Colégio Arte Instrução, e aquele do Grêmio Procópio Ferreira, que mais tarde passou a chamar-se Corpo Cênico André Villon.
Em 9 de abril de 1938, estreou como profissional na Companhia Procópio Ferreira, no Teatro Carlos Gomes, na peça O Casto Boêmio aqui, de Franz Arnold e Ernest Bach, tradução de Eduardo Cerca. Integrou o elenco fixo de outras companhias, além da de Procópio Ferreira, como a de Alma Flora, a de Delorges Caminha e a de Eva Todor, com quem trabalhou por mais de dez anos. Teve sua própria Companhia de teatro, de 1962 a 1968, por vezes associado a outros atores como Cilo Costa, Mario Brasini e Floriano Faissal. Rodolpho Mayer, Sérgio Britto, Luiz Iglézias, B. de Paiva, Lucélia Simões e João Bethencourt são alguns diretores com quem trabalhou. Atuou em mais de cem peças
Fez parte do elenco da Rádio Nacional, da Rádio Tupi, da Rádio Mayrink Veiga e da Rádio MEC. Atuou também como diretor de novelas e de programas. Foi diretor geral de rádio teatro. Participou de vários filmes nacionais como Chegou a Hora, Camaradas!, de Paulo R. Machado, Se Segura Malandro, de Hugo Carvana e Memórias do Cárcere, de Nelson Pereira dos Santos. Na televisão trabalhou na TV Rio, TV Tupi e na TV Globo, em teleteatros, seriados, novelas e programas humorísticos, destacando-se as novelas O Doce Mundo de Guida, na TV Tupi, e o Rei dos Ciganos, na TV Globo, e o programa Chico Anysio Show, na TV Globo, do qual fazia parte do elenco fixo. 
André Villon faleceu no Hospital São Lucas, em Copacabana de insuficiência cardíaca. Conforme sua vontade, foi sepultado no Cemitério de Santa Cruz, ao lado de sua mulher, Elza Gomes.  Até hoje, os dois atores ali repousam, em um túmulo encimado pelo símbolo do teatro, as máscaras da tragédia e da comédia, projetado pelo cenógrafo e carnavalesco Fernando Pamplona.

## Filmografia

### Cinema
| Ano  | Título                                     | Personagem    | Ref   |
| ---- | ------------------------------------------ | ------------- | ----- |
| 1963 | Bonitinha mas Ordinária                    | Perrault      | [ 1 ] |
| 1965 | Society em Baby-Doll                       | —             | [ 2 ] |
| 1968 | Chegou a Hora, Camaradas!                  | Carlos Prates | [ 3 ] |
| 1977 | Antônio Conselheiro e a Guerra dos Pelados | —             | [ 4 ] |
| 1978 | Se Segura, Malandro!                       | Leandro       |       |
| 1984 | Memórias do Cárcere                        | Senhor        |       |

### Televisão
| Ano  | Título                | Personagem            | Notas        |
| ---- | --------------------- | --------------------- | ------------ |
| 1962 | As Aventuras de Eva   | —                     | 2ª Temporada |
| 1966 | O Rei dos Ciganos     | Conde Fernando Racozy |              |
| 1969 | O Doce Mundo de Guida | Pai de Guida          |              |

## Trabalhos no teatro
- Alegro Desbum e Em Família, de Oduvaldo Viana Filho
- Alguém Falou de Amor ? e Aqui e Agora, de Mário Brasini
- Anastácio, Bonita Demais, Deus lhe Pague e A Pupila dos Meus Olhos, de Joracy Camargo
- Babalu, Bicho do Mato, Os Gregos Eram Assim e Playboy de Luiz Iglézias
- Barbeiro de Nictheroy (0), paródia de Noel Rosa, adaptação de Menotti Del Picchia
- Cantada Infalível (A), de Feydeau e Hannequin, tradução e adaptação de Joaõ Bettencourt
- Carta, (A), de Sommerset Maughan, tradução de Brício de Abreu
- Casto Boêmio (0 ), de Franz Arnold e Ernest Bach, tradução de Eduardo Cerca
- Colégio Interno, de Ladislau Todor, adaptação de Luiz Iglézias
- Crime Roubado (0) e O Dia em Que Raptaram o Papa, de João Bettencourt
- Culpado foi Você (0), de Nelson Carneiro
- Direita do Presidente (À), de Mauro Rasi e Vicente Pereira
- Entre o Dever e o Amor, de Adalberto de Mello
- Feitiço e O Vendedor de Ilusões, de Oduwaldo Vianna
- Helena, de Machado de Assis, teatralização de Gustavo Dória
- Homem Que Fica (0), de Raymundo Magalhães Júnior
- Maluco da Avenida (0), de Carlos Arniches, tradução e adaptação de Restier Júnior
- Mulher Zero Quilômetro, de Edgar G. Alves
- Obrigada, Pelo Amor de Vocês... de Edgar Neville, tradução de Brício de Abreu
- Onde Canta o Sabiá, de Gastão Tojeiro
- Os da Esquerda São Devotos de Santo Antônio, de Luiz Maranhão Filho
- Período de Ajustamento, de Tenesse Williams
- Sim, Quero, de Alfonso Paso, tradução e adaptação de Floriano Faissal
- Society em Baby Doll, de Henrique Pongetti
- Tiradentes e À Sombra dos Laranjais, de Viriato Corrêa
- Três à Meia Luz, de Miguel Milhura, tradução de Ruggero Giacobbi e L.Giovannini
- Três em Lua de Mel, de Henrique Santana e Ribeirinho
- Um Caso de Amor, de José Wanderley e Daniel Rocha
- Yayá Boneca, de Ernani Fornari